# Tarsiger
Genre
Le genre Tarsiger comprend cinq espèces de passereaux appartenant à la famille des Muscicapidae.

## Liste des espèces
D'après la classification de référence du Congrès ornithologique international (ordre phylogénique) :
- Tarsiger indicus – Rossignol à sourcils blancs
- Tarsiger hyperythrus – Rossignol à ventre roux
- Tarsiger johnstoniae – Rossignol de Johnston
- Tarsiger cyanurus – Rossignol à flancs roux
- Tarsiger rufilatus – Rossignol de l'Himalaya
- Tarsiger chrysaeus – Rossignol doré